# Hylobius abietis
El gorgojo del pino (Hylobius abietis) es una especie de coleóptero curculionoideo de la familia Curculionidae, propio de Europa, parásito de las coníferas.

## Descripción
El adulto mide entre 10 y 13 mm de longitud, sin contar la probóscide. Presenta color pardo obscuro con manchas y líneas brillantes amarillas o marrones. Las patas son negras o rojo obscuro con una especie de diente distintivo en el fémur. La larva completamente desarrollada mide 14 a 16 mm, presenta la forma curvada típica de las larvas de gorgojos; es de color blanquecino con cabeza negra.

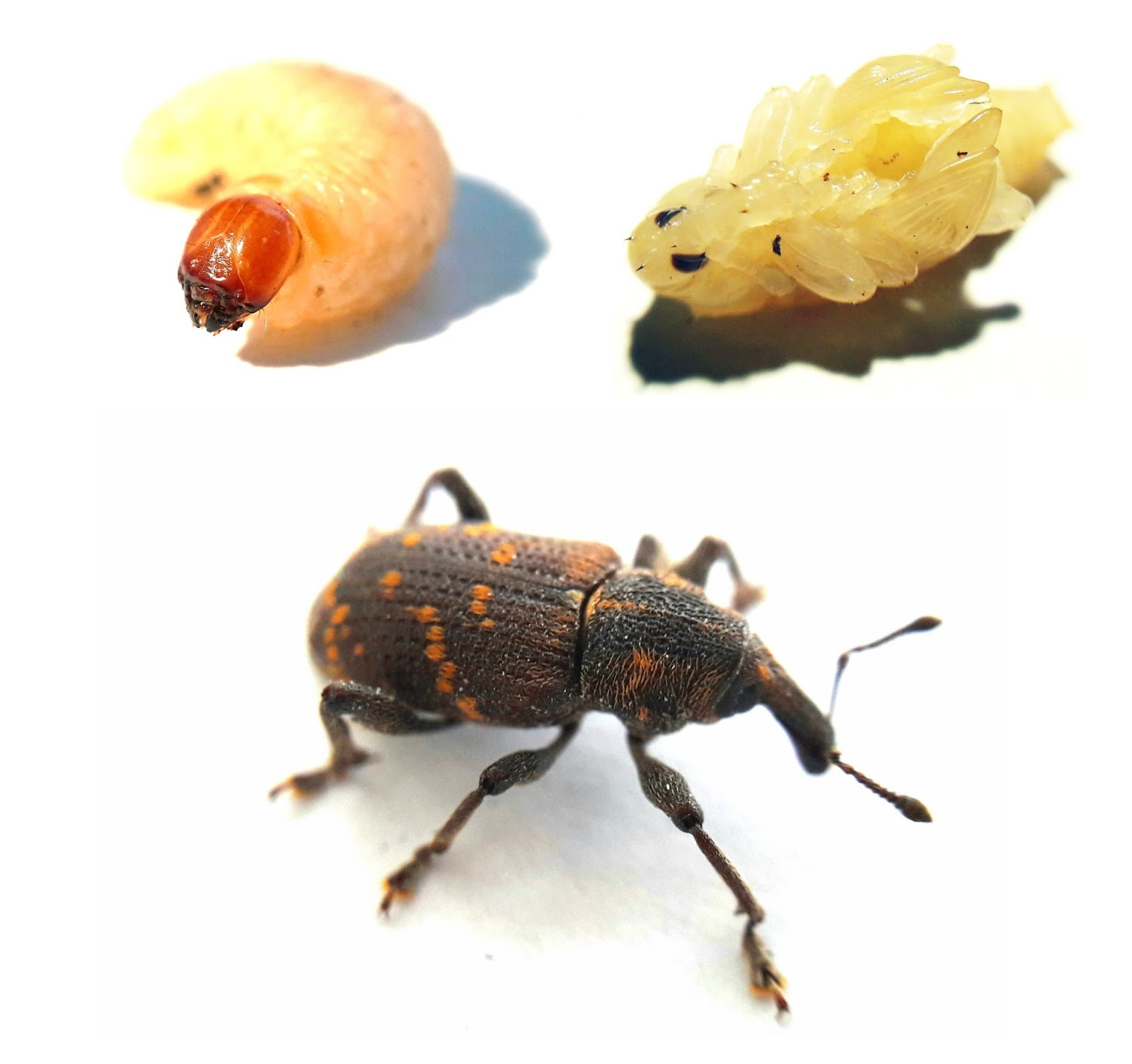
Ciclo biológicoː larva, pupa, adulto.

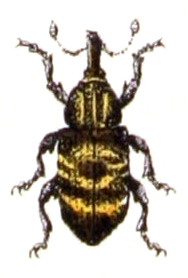
Dibujo de Hylobius abietis.

## Ciclo biológico
El apareamiento generalmente ocurre en el suelo. Las hembras depositan huevos en la primavera, después de la hibernación cerca de las raíces de árboles. La hembra desova sobre la corteza de troncos en descomposición y luego la larva cava túneles en la madera para alimentarse. Los adultos emergen en agosto o septiembre.
Esta especie es una plaga de las coníferas, especialmente de los pinos, Picea y abetos a los que causa daño al devorar la corteza de los brotes jóvenes, evitando su crecimiento. 
Los adultos viven de dos a tres años y pueden encontrarse durante cualquier parte del año, pero durante el invierno están en hibernación.

## Entomología aplicada

### Daños
Durante los primeros años después de la corta de rodales maduros de coníferas los adultos se alimentan de la corteza y del
floema de plantas jóvenes causando pérdidas importantes de crecimiento,deformación del tallo (producen la muerte de la guía principal lo que provoca pérdida de la dominancia apica y una alta mortalidad.
Un daño adicional descubierto recientemente es que este insecto actúa como un vector del hongo Leptographium procerum Kendr. En segundas rotaciones en el norte de Europa la mortalidad del regenerado, tanto natural como artificial, puede alcanzar el 60-80 % si no se aplican medidas preventivas
adecuadas.
Se usan diversos métodos para su control, entre ellos controles biológicos como nematodes de las familias Steinernematidae and Heterorhabditidae y la avispa parasitoide Bracon hylobii.